# Lynbrook
Lynbrook – wieś w Stanach Zjednoczonych, w stanie Nowy Jork, w hrabstwie Nassau.